# Stephen Norrington
Stephen Norrington (* 1964 in London, Vereinigtes Königreich) ist ein britischer Filmemacher, der als Filmregisseur, Spezialeffekt-Experte, Schauspieler, Maskenbildner, Drehbuchautor und Filmproduzent arbeitet.

## Leben
Er begann seine Karriere als Spezialeffektkünstler für Filme wie Arena und Aliens – Die Rückkehr. Später folgten kleinere Rollen als Schauspieler. In Filmen wie Hexen hexen und Spaceshift arbeitete er als Maskenbildner.
Mit 31 gab er sein Debüt als Regisseur mit dem Film Death Machine, in dem er außerdem als Schauspieler auftrat und das Drehbuch schrieb. 1998 gelang ihm mit der Comicverfilmung Blade ein Kassenschlager. Bei seinem nächsten Film The Last Minute, wirkte er als Regisseur, Drehbuchautor, Schauspieler, Produzent und Filmeditor mit.
Bei Die Liga der außergewöhnlichen Gentlemen mit Sean Connery führte er Regie. Für den 2004 erschienenen Film Exorzist: Der Anfang, der Fortsetzung des Films Der Exorzist aus dem Jahr 1973, übernahm er die Umsetzung der Spezialeffekte.

## Filmografie
- 1985: Arena (Special Effects)
- 1985: Das Geheimnis des verborgenen Tempels (Young Sherlock Holmes, Spezialeffekte)
- 1985: Oz – Eine fantastische Welt (Return to Oz, Schauspieler)
- 1986: Aliens – Die Rückkehr (Aliens, Spezialeffekte)
- 1987–1988: The Storyteller (Fernsehserie, Spezialeffekte)
- 1990: M.A.R.K. 13 – Hardware (Hardware, Spezialeffekte)
- 1990: Hexen hexen (The Witches, Make-Up)
- 1992: Spaceshift (Waxwork II: Lost in Time, Make-Up)
- 1992: Split Second (Spezialeffekte)
- 1995: Death Machine (Regisseur, Schauspieler, Drehbuch, Produzent)
- 1996: Hellraiser IV – Bloodline (Make-Up)
- 1998: Blade (Regisseur)
- 2001: The Last Minute (Schauspieler, Drehbuch, Produzent, Schnitt)
- 2003: Die Liga der außergewöhnlichen Gentlemen (The League of Extraordinary Gentlemen, Regisseur)
- 2004: Exorzist: Der Anfang (Exorcist: The Beginning, Spezialeffekte)